# Mitja Marató de Granollers
La Mitja Marató de Granollers és una cursa atlètica que es disputa anualment a Granollers des de l'any 1987.
La cursa està organitzada pel Col·lectiu d'Atletes de Fons. El recorregut transcorre, a més de per la ciutat de Granollers, on té l'inici i el final, també per les poblacions veïnes de les Franqueses del Vallès i la Garriga. Els guanyadors de la primera edició, el 18 de gener de 1987, foren Rafael Garcia, amb 1:05:45, i Joaquima Casas Carreras, amb 1:17:34. L'edició del 1993, que guanyà el kenyà Ezequiel Bitok, marcà l'entrada de la cursa en l'elit de les mitges maratons mundials. Des del 2002 la cursa es disputa el primer cap de setmana de febrer. La prova ha mantingut el caire popular del seu inici, amb participacions d'entre 7.000 i 10.000 atletes, però al mateix temps ha aconseguit la presència de campions olímpics, com l'etíop Haile Gebrselassie, que va guanyar les edicions del 2005 i el 2006, el kenyà Samuel Kamau Wanjiru, recordista mundial de mitja marató que el 2008 establí el rècord de la prova, amb 59:26 min. i fou guanyador a més de l'edició del 2008, també el 2009, o l'italià Stefano Baldini que guanyà el 2007. El rècord femení el fixà l'etíop Getenesh Wani amb un temps d'1:10:24 l'any 2006.

## Palmarés
| Edició | Any  | Vencedor                           | Temps(h:m:s) | Vencedora                           | Temps(h:m:s) |
| ------ | ---- | ---------------------------------- | ------------ | ----------------------------------- | ------------ |
| 36a    | 2022 | Mike Boit (KEN)                    | 1:00:40      | Purity Jemutai (KEN)                | 1:07:16      |
| 35a    | 2021 | Ayad Lamdassem (MAR)               | 1:03:31      | Karolina Nadolska (POL)             | 1:11:27      |
| 34a    | 2020 | Stephen Mokoka (ZAF)               | 1:01:28      | Darya Mykailova (UKR)               | 1:09:10      |
| 33a    | 2019 | Abraham Kiptum (KEN)               | 0:59:58      | Miriam Ortiz (CAT)                  | 1:14:14      |
| 32a    | 2018 | Alexander Mutiso (KEN)             | 1:01:22      | Mercy Kipchumba (KEN)               | 1:13:20      |
| 31a    | 2017 | Matthew Kipkoech Kisorio (KEN)     | 1:01:30      | Irene Pelayo Gonzalez (ESP)         | 1:12:09      |
| 30a    | 2016 | Alex Korio (KEN)                   | 1:01:01      | Nancy Jepkosgei Kiprop (KEN)        | 1:11:30      |
| 29a    | 2015 | Wilson Kipsang (KEN)               | 1:02:39      | Olga Kotovska (UKR)                 | 1:13:18      |
| 28a    | 2014 | Wilson Kipsang (KEN)               | 1:01:18      | Faith Jeruto (KEN)                  | 1:14:07      |
| 27a    | 2013 | Stephen Kiprotich (UGA)            | 1:01:15      | Jebichi Yator (KEN)                 | 1:14:24      |
| 26a    | 2012 | Carles Castillejo i Salvador (CAT) | 1:02:37      | Antonina Rutto (KEN)                | 1:12:43      |
| 25a    | 2011 | Erick Kibet (KEN)                  | 1:03:25      | Ruth Matebo (KEN)                   | 1:14:26      |
| 24a    | 2010 | Robert K. Cheruiyot (KEN)          | 1:02:02      | Joyce Chepkirui (KEN)               | 1:12:58      |
| 23a    | 2009 | Samuel Kamau Wanjiru (KEN)         | 1:01:13      | Marta Domínguez Azpeleta (ESP)      | 1:10:54      |
| 22a    | 2008 | Samuel Kamau Wanjiru (KEN)         | 0:59:26      | Rahab Mateto (KEN)                  | 1:11:20      |
| 21a    | 2007 | Stefano Baldini (ITA)              | 1:03:10      | Marta Domínguez Azpeleta (ESP)      | 1:11:23      |
| 20a    | 2006 | Haile Gebrselassie (ETH)           | 1:00:07      | Gete Wami (KEN)                     | 1:10:24      |
| 19a    | 2005 | Haile Gebrselassie (ETH)           | 1:13:33      | Gladys Cherono (KEN)                | 1:13:26      |
| 18a    | 2004 | Aziz Driouche (MAR)                | 1:03:38      | Anne Kosgei (KEN)                   | 1:12:00      |
| 17a    | 2003 | Benson Cherono (KEN)               | 1:03:25      | Kenza Wahbi (MAR)                   | 1:15:01      |
| 16a    | 2002 | Paul K. Kanda (KEN)                | 1:03:08      | Eva Sanz Sanz (CAT)                 | 1:12:38      |
| 15a    | 2001 | Kiptoo Kirui (KEN)                 | 1:04:34      | Olga Planas (CAT)                   | 1:23:19      |
| 14a    | 2000 | Philip Kirui (KEN)                 | 1:01:07      | Esther Kiplagat (KEN)               | 1:11:57      |
| 13a    | 1999 | Andrés Pérez (ESP)                 | 1:03:29      | Josefa Cruz (CAT)                   | 1:16:22      |
| 12a    | 1998 | Alberto Juzdado López (ESP)        | 1:01:50      | Josefa Cruz (CAT)                   | 1:15:15      |
| 11a    | 1997 | Andrés Pérez (CAT)                 | 1:03:08      | Josefa Cruz (CAT)                   | 1:15:23      |
| 10a    | 1996 | Benedic Ako (TAN)                  | 1:02:08      | Josefa Cruz (CAT)                   | 1:14:06      |
| 9a     | 1995 | Benedic Ako (TAN)                  | 1:02:12      | Cristina Nogué Bori (CAT)           | 1:18:33      |
| 8a     | 1994 | Barnaba Korir (KEN)                | 1:03:47      | Núria Pastor Amorós (CAT)           | 1:16:23      |
| 7a     | 1993 | Ezequiel Bitok (KEN)               | 1:01:48      | María Luisa Muñoz González (CAT)    | 1:14:48      |
| 6a     | 1992 | Roger Rivet (FRA)                  | 1:04:22      | María Luisa Muñoz González (CAT)    | 1:17:27      |
| 5a     | 1991 | Benito Ojeda (CAT)                 | 1:05:59      | Elisenda Pucurull i Caldentey (CAT) | 1:16:35      |
| 4a     | 1990 | Dave Long (GBR)                    | 1:04:39      | Marina Prat Vidal (CAT)             | 1:14:28      |
| 3a     | 1989 | Alfons Abellán (CAT)               | 1:04:50      | Carme Brunet Folch (CAT)            | 1:16:45      |
| 2a     | 1988 | Emiliano Garcia (CAT)              | 1:05:21      | Marina Prat Vidal (CAT)             | 1:17:05      |
| 1a     | 1987 | Rafa Garcia (CAT)                  | 1:05:45      | Joaquima Casas Carreras (CAT)       | 1:17:34      |